# Albany, Indiana
Albany är en kommun (town) i Delaware County, och Randolph County, i Indiana. Vid 2020 års folkräkning hade Albany 2 295 invånare.